# Villa du Temps retrouvé
La Villa du Temps retrouvé est un musée situé dans la ville de Cabourg, département du Calvados en région Normandie. Le musée, dont l'ouverture a eu lieu en mai 2021, après avoir été reculée du fait des conditions sanitaires, a comme objet de présenter Marcel Proust, la Belle Époque et l'architecture balnéaire de la Côte Fleurie.

## Localisation
Le musée est situé non loin du Grand Hôtel de Cabourg.

## La villa Bon Abri
150 villas sont édifiées à Cabourg entre 1862 et 1875 avec des critères « d'architecture et d'esthétisme » édictés par la municipalité.
L'édifice a été bâti dans les années 1860 pour l'architecte Clément Parent (1823-1884) sur un terrain acquis en 1855, et dans un style néo-Renaissance. Louis Parent, fréquentation de Marcel Proust, possède la maison jusqu'à son décès.
Une extension en pierre de Caen est réalisée en 1874.
La famille Parent a pu y rencontrer Marcel Proust et reste propriétaire de l'édifice jusqu'en 1910.
Après avoir été une pension de famille, elle est achetée par la ville de Cabourg dans les années 1960 et sert à divers usages jusqu'à la fin de l'année 2016.

## Historique du musée

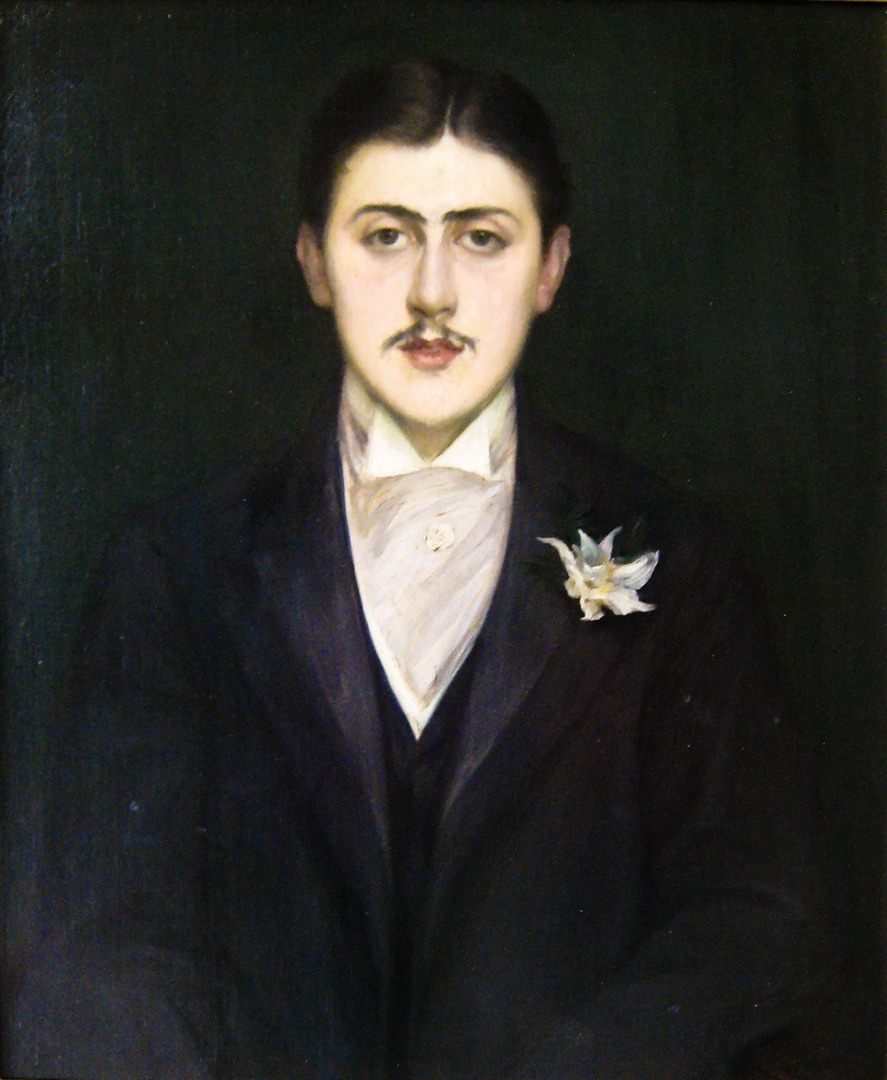
Portrait par Jacques-Émile Blanche, 1892, musée d'Orsay, prêté en 2021.

Marcel Proust passe tous les étés au Grand Hôtel de Cabourg de 1907 à 1914,. Il commence ici en 1907 la rédaction d’À la recherche du temps perdu.
Un premier projet de musée Belle Époque est conçu dans les années 2000. Le projet des années 2020 est « une maison-musée [...] dédiée au monde proustien et à la Belle Époque ».
Le projet a comme objet de s'installer dans la villa Bon Abri, bâtie par « la famille d'architectes Parent, amie de Marcel Proust ». La villa fait partie de la zone labellisée « site patrimonial remarquable » de la ville.
Des études menées en 2014 démontrent l'intérêt de la création d'un lieu culturel pour l'attractivité du territoire.
La création du musée est annoncée en 2016. Le comité scientifique est présidé par Jérôme Neutres à partir de 2017.
Les travaux débutent en juillet 2019, année commémorant le centenaire du Prix Goncourt à Proust, ce qui « souleva un véritable débat critique et littéraire » car concourait la même année le roman de Roland Dorgelès consacré à la Première Guerre mondiale.
Le chantier est ouvert lors des Journées européennes du patrimoine 2020.
Le musée, devant initialement ouvrir durant l'automne 2020, est annoncé comme devant ouvrir en avril 2021, le 14. Le report de cette ouverture au printemps est annoncé au mois de mars 2021. Le 3 mai 2021 le maire Tristan Duval annonce l'ouverture pour le mercredi 19 mai 2021.

## Collections et parcours

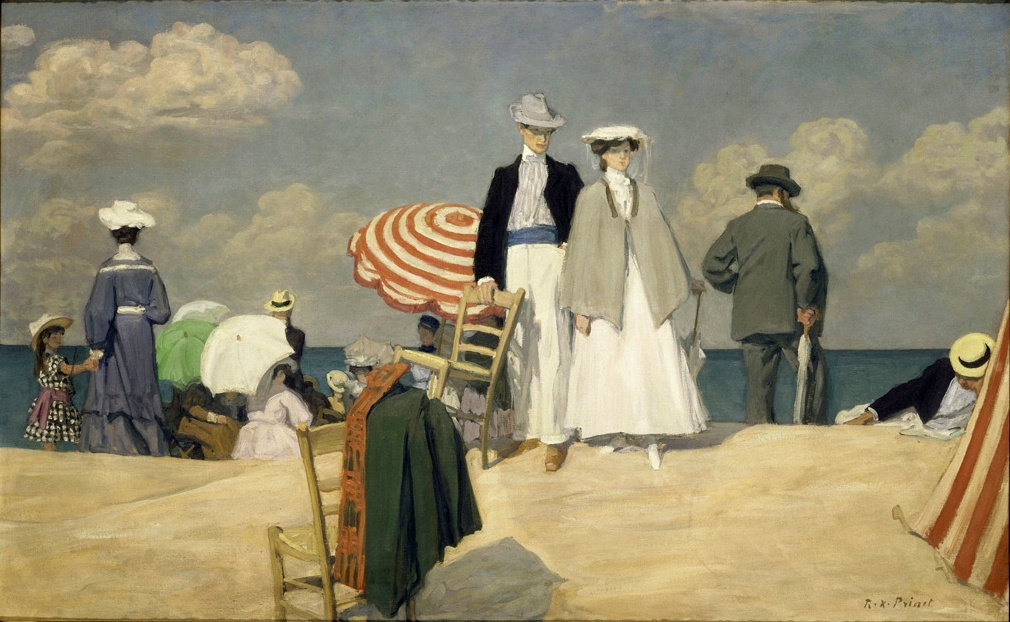
René-Xavier Prinet, La plage de Cabourg, huile, 1910, musée d'Orsay, prêté en 2021.

Le musée n'ayant pas de fonds muséal, les pièces exposées sur 600 m2 sont issues de prêts. Le musée est considéré comme une « maison d’œuvres ». Le manuscrit original d’À l'ombre des jeunes filles en fleurs, prêté par la Bibliothèque nationale de France, fait partie des premières pièces exposées tout comme un portrait dessiné de l'écrivain par Jacques-Émile Blanche. Le mobilier est prêté par le Mobilier national. Les œuvres seront prêtées le temps d'une saison par des institutions diverses, publiques ou privées. L'absence de collection propre est une garantie d'un changement du contenu et d'« un parcours renouvelé en partie chaque saison ». Les œuvres exposées ont été choisies « selon leur résonance avec l'imaginaire proustien ».
Le musée est considéré comme « un musée avec Marcel Proust », « lieu de souvenir et d'immersion dans le quotidien (...) sur la côte fleurie à la charnière des XIXe siècle et XXe siècle ». L'écrivain est une « figure tutélaire, guide et inspirateur des contenus et de l'atmosphère du musée. ». L'idée est de proposer une expérience immersive du fait des technologies actuelles tout en mettant en avant les œuvres.
Les collections présentent également des œuvres d'artistes féminines, comme les peintres Louise Catherine Breslau (avec notamment l'un des portraits de Madeleine Zillhardt, sa compagne) et Marie Bracquemond.
Le lieu comprend un centre d'interprétation de l'architecture et du patrimoine de la ville. Les parties du bâtiment de la fin du XIXe siècle et des années 1960 accueillent les expositions temporaires. La culture populaire est abordée dans ce cadre, dont sur le cinématographe.

### Salle immersive
Elle est située dans une « ancienne cour intérieure couverte » et possède du contenu numérique.

### Salles d'évocations: Le Parcours Belle Époque
Elles sont situées dans la partie la plus ancienne de la villa. Les œuvres et le mobilier proviennent du musée des beaux-arts de Rouen, de la bibliothèque nationale de France du musée d'Orsay ou du Mobilier national.
Les œuvres ont comme objectif de retrouver l'ambiance d'une villa balnéaire en 1900 et de la côte fleurie, ainsi que celle de Proust. Les visiteurs sont invités à prendre le temps et à habiter les espaces.

### Expositions temporaires
Les expositions temporaires présentent des dossiers ou focus sur des aspects populaires de la culture de la Belle Époque afin de traiter toutes les facettes de cette période et de mettre en avant à la fois les systèmes d’influence entre la culture d’élite et la culture populaire, et les liens concrets rattachant notre période contemporaine à la Belle Époque.
L'exposition inaugurale de 2021 été consacrée à Fantômas : miroir de la Belle Époque. De mars à novembre 2022 était présentée l'exposition Gustave Eiffel, le visionnaire. L'exposition temporaire de la saison 2023 est consacrée aux débuts du cinéma et Max Linder.